# 珀鲁杰县

在古吉拉特邦的位置

珀鲁杰县（Bharuch District）为印度古吉拉特邦南部辖县，划分为安格莱什沃尔、汉索特、金布瑟尔、切格迪亚、帕诺利和瓦格拉等六大次区。面积9,308平方公里，人口1,551,019（2011年，含珀鲁杰市人口），其中城镇人口25.72％。
珀鲁杰县拥有众多穆斯林人口，主要分布于珀鲁杰市周边的村庄和集镇。以前的村庄和珀鲁杰主城区人口并不多，珀鲁杰人一直寻求着绿色牧场环绕的城市，穆斯林村庄才渐渐增多。珀鲁杰人或被称作沃霍罗人（Vohro），很多人足迹遍及从中东、欧洲到美洲乃至世界各地。英国是珀鲁杰人的首选地，也是诸多珀鲁杰人的第二故乡；英国的珀鲁杰人主要分布于曼彻斯特的布莱克本、博尔顿、迪斯伯里以及伦敦东部。
明朝史籍称作八可意，“剌泥而外，有数国，……曰八可意，…永乐中，尝遣使朝贡”。在今印度古吉拉特邦东南部沿海一带珀鲁杰县附近。

## 延伸阅读
[在维基数据编辑]
 《明史卷三百二十六》，出自《明史》